# Alexander George Ogston
Pour les articles homonymes, voir Ogston.
Alexander George Ogston (30 janvier 1911 - 29 juin 1996) est un biochimiste britannique spécialisé dans la thermodynamique des systèmes biologiques. Il est un petit-fils de Sir Alexander Ogston, un chirurgien écossais qui a découvert Staphylococcus.

## Biographie
Alexander Ogston fait ses études au Collège d'Eton et au Balliol College d'Oxford. Hormis une période en tant que Freedom Research Fellow au Royal London Hospital, il passe la majeure partie de sa carrière à Oxford, étant nommé démonstrateur (1938) et lecteur (1955) en biochimie, et boursier et tuteur en chimie physique à Balliol (1937). À ce titre, il a une influence majeure sur d'autres scientifiques éminents, tels que le lauréat du prix Nobel Oliver Smithies, qui écrit son premier article  avec lui, et Richard Dawkins, qui choisit d'étudier la zoologie sur sa recommandation. En 1959, il est nommé professeur de biochimie physique à la John Curtin School of Medical Research de l'Université nationale australienne (ANU), Canberra, où il reste jusqu'en 1970, date à laquelle il retourne à Oxford en tant que président du Trinity College. À sa retraite en 1978, il est chercheur invité à l'Institute for Cancer Research de Philadelphie et à la John Curtin School of Medical Research de l'ANU. Ogston est élu FRS en 1955  et reçoit la médaille Davy en 1986.

## Recherches
Ogston étudie le titrage potentiométrique des acides aminés dans des solvants non aqueux. Il s'intéresse particulièrement au Liquide synovial  et aux protéines fibreuses. Plus généralement, il travaille sur l'utilisation de méthodes physico-chimiques pour étudier la taille, le poids et la structure des molécules, comme l'ultracentrifugation  qu'il applique par exemple à l'insuline  et l'électrophorèse. Dans ce contexte, il apporte de nombreuses améliorations aux équipements utilisés pour l'étude de la physico-chimie des protéines. Par exemple, il conçoit un nouveau type d'appareil pour mesurer la viscosité. Il fait de nombreuses études sur des enzymes telles que la peroxydase et la créatine phosphotransférase. Il contribue au domaine général de la cinétique enzymatique en étudiant l'activation et l'inhibition.
Il fait une étude sceptique  des suggestions d'une structure répétitive des protéines faites par Bergmann et Niemann  et par Wrinch  qui sont largement discutées dans les années 1940.